# Grå darrhärmtrast
Grå darrhärmtrast (Cinclocerthia gutturalis) är en fågel i familjen härmtrastar inom ordningen tättingar.

## Utseende och läte
Grå darrhärmtrast är en ljusögd fågel med kraftig näbb. Fjäderdräkten är mestadels grå med svartaktig ögonmask och vitaktig undersida. Brun darrhärmtrast är övervägande varmbrun, saknar vitt på undersidan och har en svagare mask över ögat. Vitbröstad härmtrast är mörkbrun ovan och mestadels vit under, med mörkrött öga, ej gult. Sången består av en långsam ramsa med fylliga visslingar och ljusa skarpa toner. Bland lätena hörs spridda visslingar och hårda, grälande ljud.

## Utbredning och systematik
Grå darrhärmtrast förekommer endast på två öar i Små Antillerna. Den delas in i två underarter med följande utbredning:
- Cinclocerthia gutturalis gutturalis – förekommer på Martinique
- Cinclocerthia gutturalis macrorhyncha – förekommer på Saint Lucia

## Levnadssätt
Grå darrhärmtrast hittas i skogar, i mindre utsträckning buskmarker. Den håller ofta stjärten rest och vingarna sänkta, framför allt under födosökandet. 

## Status
Arten har ett litet utbredningsområde, men beståndet anses vara stabilt. IUCN kategoriserar arten som livskraftig.